# Музей Сальвадора Далі (Париж)
Музей Сальвадора Далі (фр. Espace Dalí) на пагорбі Монмартр у 18-му окрузі Парижа зберігає найбільшу європейську колекцію скульптур Далі.

## Експозиція
Музей містить понад 300 творів Сальвадора Далі, переважно - скульптури та гравюри майстра.
Для звукового оформлення музей використовує записи голосу Сальвадора Далі.

## Практична інформація
- Адреса: 11 rue Poulbot 75018 Paris
- Найближчі станції метро - Anvers і Abbesses, а також верхня станція фунікулера.
- Години роботи: з 10:00 до 18:00 щодня.
- Вхідний квиток: 10 євро, діти до 8 років - безкоштовно